# Wason Rentería
Wason Libardo Rentería Cuesta, mais conhecido como Wason Rentería, ou simplesmente Rentería (Quibdó, 4 de julho de 1985), é um ex-futebolista colombiano que atuava como atacante.
Costumava festejar os seus gols dançando o Ruque Raque.
É irmão dos atacantes Carlos Rentería e Luis Rentería. Além de ter dois irmãos que também são jogadores, Wason Rentería é primo do também atacante Cristian Borja.

## Carreira

### Clubes

#### Início
Rentería passou pelo Patriotas Fútbol Club, mas foi no Boyacá Chicó que estreou como jogador profissional em 2004. 

#### Internacional
A sua prestação no Mundial Sub-20 de 2005 chamou a atenção de muito clubes a nível mundial, mas Rentería mudou-se para um clube do país vizinho, o Internacional do Brasil. No Internacional rapidamente mostrou serviço e tornou-se uma peça importante da equipe, saindo do banco para marcar golos. O seu primeiro grande momento no clube foi o gol marcado por ele que classificou o Internacional para a fase seguinte da Copa Libertadores da América. No dia 27 de abril de 2006, jogando em Montevidéu, o colombiano marcou um gol contra a equipe Nacional que levou o Internacional para as quartas-de-final da Libertadores, gol este que foi considerado o mais bonito da competição. Na campanha campeã do clube em 2006, marcou ainda outro gol, desta vez contra a LDU do Equador na partida de volta das quartas-de-final, realizada no Beira-Rio.
Apesar de jogar na reserva de Rafael Sóbis, Rentería rapidamente tornou-se o ídolo dos torcedores do Inter pelos gols decisivos que marcava e também pela maneira como festejava esses gols. Fazendo uma alusão ao mascote do Internacional, o Saci, ao marcar gols ele vestia um gorro vermelho e colocava na boca um cachimbo que levava aos gramados embaixo do calção, saltando somente com uma só perna.
Uma lesão há dez dias do embarque para o Japão o tirou do grupo que foi campeão do Mundial de Clubes 2006, encerrando seu ciclo na equipe colorada.

#### FC Porto
Rentería transferiu-se para o time do Porto em janeiro de 2007 por 1 milhão e meio de euros, naquela que seria sua primeira experiência na Europa. No Porto foi campeão mas jogou apenas 6 vezes e por poucos minutos. 
Por sua vez, na pré-temporada de 2007/08 marcou 2 gols em 2 jogos. Porém, perante a imensa concorrência que havia no ataque do Porto, que contava com Lisandro López, Ernesto Farías, Adriano e Postiga, Rentería foi emprestado ao Strasbourg da França para ganhar mais experiência e rotatividade.

#### Racing Strasbourg
Com o empréstimo ao Strasbourg, suas qualidades e talento que levaram o Porto a contratá-lo vieram à tona. Rentería marcou 9 vezes em 21 jogos. Porém, sua passagem pelo Strasbourg foi curta. O jogador lesionou gravemente um osso do tornozelo, num jogo realizado no dia 4 de maio, contra o Nancy.
O colombiano rescindiu seu contrato de empréstimo e, ainda com contrato vigente com o Porto, retornou à Porto Alegre para o tratamento da lesão.

#### Sporting de Braga
No início da temporada 2008/09 Rentería foi emprestado ao Braga por uma temporada.

#### Atlético Mineiro
A contratação do jogador colombiano foi anunciada no dia 22 de julho de 2009, pelo presidente Alexandre Kalil, por meio do Twitter. O contrato foi um empréstimo junto ao Porto que valia por um ano.
No dia 8 de janeiro de 2010, Rentería foi demitido do Atlético, após fazer uma viagem para a Colômbia onde faltou a 4 treinos seguidamente sem justificativa. Logo após isso, regressou novamente por empréstimo ao Braga.

#### Santos
Em 2011, Rentería assinou com o Santos. Chegou como um reforço para o Brasileirão no ataque, para jogar ao lado de Borges e Neymar. Mas não teve boas atuações e acabou indo para o Millonarios no ano seguinte.

#### Millonarios
Após saída do Santos, Rentería acertou seu retorno ao futebol colombiano. A despeito de suas más atuações pelo Santos, o atacante vinha obtendo ótimo desempenho com a camisa do seu novo clube, a grande surpresa nas semifinais da Copa Sul-Americana de 2012, responsável por eliminar os brasileiros Palmeiras e Grêmio. Contra este último, inclusive, eterno rival do seu primeiro clube no Brasil, o Internacional de Porto Alegre, Rentería anotaria dois gols e selaria, em 15 de novembro de 2012, a sua eliminação da competição internacional.

#### Atlético Tubarão
No final de 2016, após a subida do clube para a elite do campeonato catarinense, o atacante colombiano foi apresentado pelo presidente da parceira do Clube Atlético Tubarão, Luiz Henrique Ribeiro. Acabou como artilheiro da competição ao lado de Jonatas Belusso do Brusque, ambos com 11 gols.

### Seleção Colombiana
Rentería fez parte da Seleção Colombiana Sub-20 que participou no Mundial Sub-20 de 2005, impressionando muitos com o seu talento e o seu futebol. A Colômbia acabou a fase de grupos em primeiro, à frente da Síria, Itália e Canadá, mas perdeu com a seleção campeã, a Argentina.
Atuou 20 vezes pela seleção principal, marcando 4 gols.

## Títulos
Boyacá Chicó
- Categoría Primera B: 2003

Internacional
- Copa Libertadores da América: 2006

Porto
- Primeira Liga: 2006–07

Braga
- Copa Intertoto da UEFA: 2008

Santos
- Campeonato Paulista: 2012

Seleção Colombiana
- Campeonato Sul-Americano de Futebol Sub-20: 2005

## Artilharias
- Copa Sul-Americana: 2012 (5 gols)
- Campeonato Catarinense: 2017 (11 gols)